# 포 더 피플
《포 더 피플》(영어: For the People)는 2018년부터 2019년까지 방영된 미국의 법률 드라마이다.